# 金子文子
金子文子（1903年1月25日—1926年7月23日）是日本大正时期的无政府主义者。关东大地震发生两天后，她和她的情人朴烈因圖谋刺杀大正天皇和皇太子而被判無期徒刑。1926年在監獄中自殺。2018年11月17日被韓國政府追授建国勋章爱国章。